# Ucieczka gangstera (film 1994)
Ucieczka gangstera – japońsko-amerykański film sensacyjny z 1994 roku.  Film był kręcony w stanie Arizona, miastach Phoenix, Prescott oraz Yumie. Jest to remake filmu z 1972 pod tym samym tytułem.

## Fabuła
Małżeńska para przestępców, Doc McCoy i Carol McCoy, zostaje wynajęta w celu zorganizowania napadu. Dosyć szybko okazuje się, że oboje zostali wykorzystani. Małżeństwo postanawia rozpocząć własną grę. 

## Obsada
- Alec Baldwin jako Carter "Doc" McCoy
- Kim Basinger jako Carol McCoy
- Michael Madsen jako Rudy Travis
- James Woods jako Jack Benyon
- Philip Seymour Hoffman jako Frank Hansen
- David Morse jako Jim Deer Jackson
- Jennifer Tilly jako Fran Carvey
- Richard Farnsworth jako Slim

i inni

## Produkcja
Podczas kręcenia filmu, Alec Baldwin i Kim Basinger byli parą, tak jak Steve McQueen i Ali MacGraw w oryginalnej wersji Ucieczki gangstera.
Hotel, w którym zatrzymują się Carol i Doc, to ten sam, w którym zatrzymują się główni bohaterowie w wersji "Ucieczki gangstera" z 1972 roku.
Podczas kręcenia sceny, w której Carol prowadzi samochód, a Doc strzela z tylnego siedzenia, jedna z łusek uderzyła aktorkę w usta. Zdjęcia przerwano na tydzień.

## Nagrody i nominacje
Złote Maliny 1995:
Nominacja w kategorii:
- Najgorsza aktorka dla Kim Basinger